# جامعة القديس توما (فلوريدا)
جامعة سانت توماس أو جامعة القديس توما وفي مصادر أخرى جامعة القديس توماس (STU) هي جامعة كاثوليكية خاصة في أوبا لوكا نورث، ميامي جاردنز، فلوريدا. تقدم الجامعة 23 تخصصًا جامعيًا، و24 تخصصًا للخريجين، و4 برامج دكتوراه، وبرنامجًا قانونيًا واحدًا. اعتبارًا من 2018، سجلت الجامعة 4223 طالبًا، من بينهم 982 طالبًا جامعيًا؛ 977 طالب دراسات عليا؛ 571 طالب حقوق؛ و1،693 طالبًا بالتسجيل المزدوج (الثانوية). على مر السنين، مثل طلاب الجامعة عدة ولايات في جميع أنحاء البلاد، وأكثر من 70 دولة.
تم اعتماد جامعة سانت توماس من قبل الرابطة الجنوبية للكليات والجامعات (SACS). تم اعتماد كلية الحقوق من قبل رابطة المحامين الأمريكية (ABA). وهي عضو في رابطة كليات القانون الأمريكية (AALS). تم اعتماد برنامج درجة البكالوريا في التمريض وبرنامج درجة الماجستير في التمريض من قبل لجنة تعليم التمريض الجماعي (CCNE).

## التاريخ
يعود تاريخ جامعة سانت توماس إلى عام 1946 في هافانا، كوبا، حيث تم تأسيسها باسم الجامعة الكاثوليكية في سانتو توماس دي فيلانويفا (بالإسبانية: Universidad Católica de Santo Tomás de Villanueva)‏، التي سميت على اسم القديس توماس من فيلانوفا (بالإنجليزية: Saint Thomas of Villanova)‏. في عام 1961، صادرت ميليشيا فيدل كاسترو أراضي المدرسة وطردت أعضاء هيئة التدريس والكهنة. في المقابل، هرب أوغسطينوس إلى ميامي وافتتحوا كلية كاثوليكية جديدة للرجال - كلية بيسكين. في عام 1984، مع إنشاء كلية الحقوق وبرامج الدراسات العليا الأخرى، أصبحت الكلية بعد ذلك، بعد أن كانت مختلطة في التعليم، جامعة سانت توماس مرة أخرى. جاءت الجامعة تحت رعاية أبرشية ميامي في عام 1988، ومنحت سانت توماس التميز بكونها الجامعة الوحيدة التي ترعاها الأبرشية الكاثوليكية في ولاية فلوريدا.
من عام 1970 حتى عام 1993، كانت جامعة سانت توماس مقرًا لمعسكر التدريب لفريق ميامي دولفينز.
كانت كلية بيسكين، المعروفة الآن باسم جامعة سانت توماس، أيضًا مقر التدريب الربيعي السابق في بالتيمور الأوريولز.
كان في المكان المخصص للتعداد السكاني في أوبا لوكا الشمالية، في منطقة غير مدمجة، حتى تم دمج حدائق ميامي كمدينة في 13 مايو 2003.
في يوم الأربعاء الموافق 20 مارس 2019، عينت جامعة سانت توماس رسميًا دافيد أرمسترونغ، منصب الرئيس العاشر للجامعة.

### الرؤساء
| الرئيس                            | الفترة    |
| --------------------------------- | --------- |
| القس إدوارد ج. مكارثي             | 1962-1968 |
| رالف ف.شولر، أوسا                 | 1968-1969 |
| جون إتش ماكدونيل                  | 1969-1975 |
| القس جون ج. فاريل                 | 1975-1980 |
| القس د. باتريك أونيل، أوسا        | 1980-1986 |
| د. باسكوال دي باسكوالي            | 1987-1988 |
| الدكتور ريتشارد إي غرين           | 1989-1993 |
| القس إدوارد ج. مكارثي             | 1993-1994 |
| القس المونسنيور فرانكلين م. كاسال | 1994-2018 |
| ديفيد أ. أرمسترونج، دينار         | منذ 2018  |

## أكاديميون
تقدم جامعة سانت توماس 23 تخصصًا جامعيًا، و24 تخصصًا للخريجين، و4 برامج دكتوراه ، وبرنامج قانون احترافي واحد.
- كلية الحقوق.[16]
- كلية بيسكين للعلوم الاجتماعية والإنسانية.[17]
- كلية جاس ماتشادو لإدارة الأعمال.[18]
- كلية العلوم والتكنولوجيا والصحة.[19]

جامعة سانت توماس عضو في اتحاد فلوريدا للكليات والجامعات، الكليات والجامعات المستقلة في فلوريدا، الرابطة الوطنية للكليات والجامعات المستقلة، والرابطة الإسبانية للكليات والجامعات.

### الدراسة في الخارج
تتيح فرص الدراسة في الخارج للطلاب خبرات الدراسة بالخارج في كرواتيا والهند وإسرائيل وإيطاليا وإسبانيا.

### التركيبة السكانية للطلاب
| التسجيل العرقي، خريف 2018           | تلاميذ |
| ----------------------------------- | ------ |
| أصل اسباني                          | 48.4٪  |
| أسود                                | 17.1٪  |
| أبيض                                | 16٪    |
| دولي                                | 8٪     |
| اثنان أو كثير أجناس                 | 3.4٪   |
| آسيا                                | 1.4٪   |
| الهنود الحمر / سكان ألاسكا الأصليين | 0.4٪   |
| هاواي / جزر المحيط الهادئ           | 0.1٪   |
| مجهول                               | 5.3٪   |

## حرم الجامعة
يقع الحرم الجامعي الذي تبلغ مساحته 150 فدانًا في حدائق ميامي بولاية فلوريدا؛ على بعد دقائق من شواطئ ميامي، ومنطقة واينوود آرت، ومنطقة ميمو، وفورت لودرديل، ووسط مدينة ميامي. تحتوي مكتبة الجامعة أيضًا على أرشيف ومتحف رئيس الأساقفة جون سي فافالورا. افتتح المتحف في عام 2008 وهو مفتوح للزوار مجانًا خلال الأسبوع وتحديد موعد يوم السبت نسخة محفوظة 23 أبريل 2021 على موقع واي باك مشين..

### الحياة السكنية
يوجد في سانت توماس أربع قاعات سكنية: قاعة فيلانوفا، وقاعة كاسيا، وقاعة سوليفان، وجامعة إن، وقاعة دونيلون (قيد الإنشاء حاليًا).

## ألعاب القوى
تقدم جامعة سانت توماس برامج ألعاب القوى من خلال الرابطة الوطنية لألعاب القوى بين الكليات (NAIA). وهي عضو في مؤتمر الشمس (TSC). تتنافس الفرق الرجالية في لعبة البيسبول وكرة السلة وكرة القدم وكرة القدم والجولف وكرة القدم والسباحة والغوص (2020) والتنس والمسار والميدان والمصارعة (2020)؛ تتنافس الفرق النسائية في كرة السلة وكرة الطائرة الشاطئية والكرة الطائرة وكرة القدم العلم (2020) والجولف وكرة القدم والكرة اللينة والسباحة والغوص (2020) والتنس والمسار والميدان والكرة الطائرة. ترعى الجامعة أيضًا ثلاث رياضات اسكواش مختلطة، والتشجيع التنافسي المختلط، والرقص التنافسي، والرياضات الإلكترونية. في العام الماضي، حصل 12 من 14 فريقًا رياضيًا على جوائز نايا سكولر تيم (بالإنجليزية: NAIA Scholar Team)‏ بينما تنافست خمسة من الفرق في البطولات الوطنية. علاوة على ذلك ، يحافظ الرياضيون سنويًا على معدل تراكمي إجمالي يبلغ 3.0. تفخر جامعة سانت توماس بكونها «أبطال الشخصيات» وقد شوهدت سنويًا على أنها أبطال من فئة الخمس نجوم في مؤسسة الشخصيات من قبل نايا.

## روابط خارجية
- الموقع الرسمي